# 短柱蜡瓣花
短柱蜡瓣花（学名：Corylopsis brevistyla）为金缕梅科蜡瓣花属下的一个种。